# Villa del Ferlaro

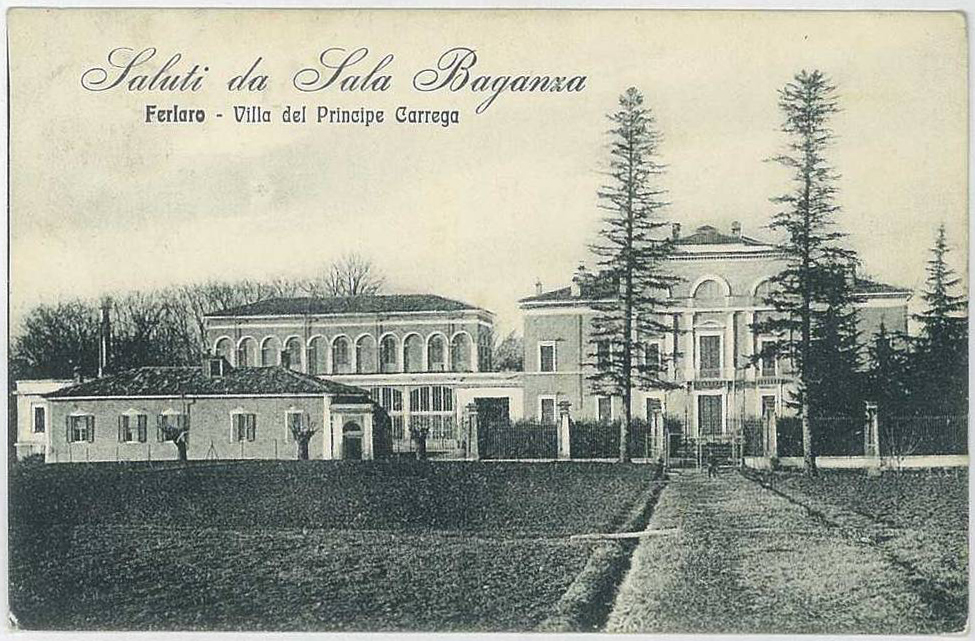
Villa del Ferlaro Anfang des 20. Jahrhunderts

Die Villa del Ferlaro ist ein klassizistisches Landhaus im Naturpark Boschi di Carrega. Es liegt in der Via Monte Coppe Sotto 2 auf dem Gemeindegebiet von Collecchio in der italienischen Region Emilia-Romagna, jedoch in der Nähe der Siedlung Sala Baganza.

## Geschichte
Im 16. Jahrhundert gehörte das Gebiet von Ferlaro und des angrenzenden Montecoppe zusammen mit angrenzenden Wäldern den Grafen von Sala Baganza, den Sanvitales, aber 1612 konfiszierte der Herzog von Parma, Ranuccio I. Farnese, es von Graf Alfonso Sanvitale wegen dessen vermuteter Teilnahme an der Verschwörung der Lehensnehmer, die zur dazu führte, dass zahlreiche Adlige der Provinz Parma zum Tode verurteilt wurden.
In den folgenden Jahrzehnten wurde das weitläufige Gelände unterteilt und verkauft; Ferlaro und einen Teil von Montecoppe kauften die Fedolfis, die dort ein Jagdschloss und eine private Kapelle errichten ließen, während den übrigen Teil von Montecoppe das Kloster Santa Teresa in Parma erwarb.
Die Herzogin Maria Amalia, die Gattin des Herzogs Ferdinand, beauftragte 1775 den Hofarchitekten Ennemond Alexandre Petitot mit dem Bau des klassizistischen Casino dei Boschi an der Stelle eines früheren Gebäudes in der Mitte des großen Jagdgebietes der Farneses anschließend an Ferlaro; die herzogliche Sommerresidenz wurde 1789 fertiggestellt. Das Kloster Santa Teresa wurde von Napoleon Anfang des 19. Jahrhunderts aufgelöst und all seine Besitzungen von der Regierung beschlagnahmt; ein Teil von Montecoppe blieb daher nach ihrer Krönung bei der Herzogin Marie-Louise, die 1819 zusätzlich den Wald und das Casino kaufte und den Architekten Niccolò Bettoli mit der Erweiterung des Gebäudes beauftragte.
1827 verkauften die Erben von Pietro Fedolfi das Anwesen von Ferlaro und Montecoppe an die Herzogin, die sich an den Architekten Paolo Gazola mit der Bitte um den Bau einer abgeschiedenere Residenz für ihre beiden Kinder Albertine und Wilhelm Albrecht von Montenuovo aus der morganatischen Ehe mit Adam Albert von Neipperg stammten; das alte Casinetto Fedolfi wurde von 1828 bis 1831 vollständig neu gebaut und in eine große, klassizistische Villa umgewandelt.

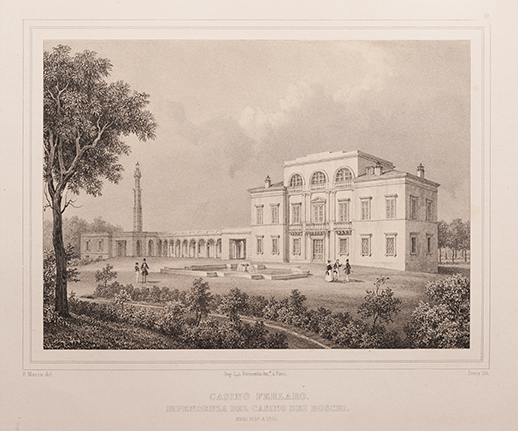
Pietro Mazza: Casino Ferlaro, dipendenza del Casino dei Boschi, 1828–1831

In denselben Jahren beauftragte Herzogin Marie-Louise der Gärtner Carlo Barvitius mit der Anlage eines grandiosen englischen Landschaftsgartens im Wald des Anwesens; dieser war reich an monumentalen Pflanzen und Alleen, um Colecchio, Sala Baganza, das Casino, Ferlaro und die zahlreichen Nebengebäude, darunter die Ställe und die Käsereien von Montecoppe Alto und Montecoppe Basso zu verbinden. Zwischen den beiden Landhäusern wurde darüber hinaus eine großartige Zedernallee angelegt; die Arbeiten, die 1827 begannen, wurden 1832 abgeschlossen.
1835 schenkte die Herzogin das immense Anwesen von mehr als 2000 Hektar der herzoglichen Liegenschaftsverwaltung in Parma, das nach ihrem Tod 1847 an die Herzöge Bourbon-Parma fielen. Nach der Einigung Italiens blieb das Anwesen beim Haus Savoyen, das es 1870 größtenteils an den Ingenieur Severino Grattoni als Bezahlung für die Projektierung und Leitung der Arbeiten für den Mont-Cenis-Eisenbahntunnels weitergab.
1881 verkaufte die Witwe des Ingenieurs das Anwesen an die Prinzen Carrega di Lucedio aus Genua.
In der ersten Hälfte des 20. Jahrhunderts wurde das große Anwesen unter den Erben aufgeteilt. Ferlaro fiel an Markgraf Giacomo, der nach dem Zweiten Weltkrieg in dem Landhaus ein Keramiklabor einrichtete. Einige Jahre später verlegte er dessen Sitz nach Colecchio in das große Gebäude neben dem Parkeingang, aber 1966 verkaufte es sein Sohn Azzolino an Angelo Alinovi. Nur wenige Jahre später kaufte der Unternehmer Renzo Salvarini die Villa mit Park und mehr als 300 Hektar großem Anwesen. Er ließ darüber hinaus das Gebäude vollkommen umbauen und den Park und die umgebenden Wälder neu anlegen. Ende der 1970er-Jahre schenkte er einen Teil des Anwesens von Ferlaro der Gemeinde Collecchio, damit sie es der Öffentlichkeit zugänglich mache, wogegen die Villa um 1980 aufgrund der Krise in der Industrie an Privat verkauft wurde.
In der Folge wurde das Gebäude teilweise angepasst, sodass es für Zeremonien, Paraden und Veranstaltungen genutzt werden konnte, aber 2016 wurde es erneut zum Verkauf angeboten.

## Beschreibung
Der weitläufige Park erstreckt sich fast eben zu Füßen der Hügel im Naturpark Boschi di Carrega und gleichzeitig am Rande der Siedlung Sala Baganza. In der Mitte liegt das Landhaus, das sich in Ost-West-Richtung, parallel zu den Zufahrtsstraßen, darunter die monumentale westliche, die von Zedern flankiert wird, zum Casino, ausdehnt.

### Landhaus
Das Landhaus besteht aus einem Hauptbaukörper mit rechteckigem Grundriss, an den sich westlich ein niedrigerer Flügel mit Vorhalle anschließt, der mit der Kapelle endet.
Das vollkommen verputzte Herrenhaus zeichnet sich durch zwei unterschiedliche Eingangsfassaden aus, die aber beide dreigeteilt sind und jeweils aus einem mittleren, dreistöckigen Teil und zwei zweistöckigen Flügeln bestehen.
Die Hauptansicht im Süden zeigt in der Mitte ein von einem Rahmen begrenztes Eingangsportal, flankiert von zwei Fenstern. Im ersten Obergeschoss ist in der Mitte ein vorspringender Balkon angebracht, auf den eine Fenstertüre mit einem dreieckigen Tympanon darüber führt, wogegen sich an den Seiten zwei gleichartige, kleinere Fenstertüren mit zwei Paaren von Lisenen mit ionischen Kapitellen befinden. Im zweiten Obergeschoss öffnen sich drei breite gerahmte Rundbogenfenster mit Lünetten, wogegen sich an der Traufe über dem Gesims ein Stufengiebel erhebt. Die beiden Flügel besitzen zwei Reihen gerahmte Fenster mit vorspringenden Architraven darüber, geteilt durch ein dünnes Gesims.
Die Nordfassade hat in der Mitte des Erdgeschosses eine Vorhalle, die von Säulen mit dorischen Kapitellen gestützt wird und ihrerseits einen Balkon mit Balustern im ersten Obergeschoss trägt, auf den sich drei Fenstertüren öffnen. Im zweiten Obergeschoss gibt es drei Fenster mit Lünetten, begrenzt durch geformte Rahmen. Die beiden vorspringenden Seitenflügel haben je zwei Reihen gerahmte Fenster.
Der lange Westflügel besteht nur aus einem Stockwerk und einer Terrasse darüber, auf der sich in der Mitte ein weiterer, einstöckiger Baukörper erhebt. Die Südfassade hat eine Vorhalle mit Rundbogenarkaden, gestützt auf Pilaster. Im Obergeschoss sind beide Fassaden mit einer Reihe von Lisenen dekoriert, die mit leicht hervorspringenden Rundbogenarkaden verbunden sind, die wiederum Bogenfenster einrahmen. Am westlichen Ende schließt sich der Baukörper an, der die Räume für das Dienstpersonal und die Kapelle enthält. An der Traufe erhebt sich ein hoher Helmkamin in neugotischem Stil.
Im Inneren des Landhauses, das bei den zahlreichen Besitzerwechseln mehrfach verändert wurde, befinden sich zahlreiche Salons mit Gewölbedecken, die mit Fresken und Stuck verziert sind. Auch findet sich dort ein großer Empfangssaal, in dem bis zu 300 Personen untergebracht werden können.

### Park
Der englische Landschaftspark erstreckt sich über 18 Hektar; es schließen sich Rasenflächen um das Landhaus und dichte Wälder im Westteil an, die von Rehen, Hasen und Fasanen bewohnt sind. An Pflanzen finden sich zahlreiche Exemplare von Kastanien, Zedern, Tannen und Schwarzkiefern.
Im Norden des Landhauses erreichen die Rundwege, die von Gruppen von Koniferen flankiert sind, die Mündung des Rio Valline in den Rio Manubiola.
Im Westen erstreckt sich neben der Zedernallee eine zweite gerade Allee, die zum Piniensee und darüber hinaus führt. Von dieser zweigt nach Norden ein gerader Fahrweg ab, der zur Käserei von Montecoppe führt.